# Strymon humuli
Strymon humuli är en fjärilsart som beskrevs av Harris 1852. Strymon humuli ingår i släktet Strymon och familjen juvelvingar. Inga underarter finns listade i Catalogue of Life.